# Mary McCormack
Pour les articles homonymes, voir McCormack.
Mary McCormack est une actrice américaine née le 8 février 1969 à Plainfield (New Jersey).

## Biographie
Mary McCormack est née à Plainfield dans le New Jersey en 1969. Elle est la fille de Norah, thérapeute dans une clinique et de William, concessionnaire automobile. Ses parents ont divorcé en 1990. Elle a une sœur Bridget, professeur de droit à l'université de Michigan (Law School) et un frère William,.
En 1983, Mary est diplômée de l'école Wardlaw-Hartridge à Edison dans le New Jersey, et en 1991, elle est diplômée au Trinity College à Hartford, dans le Connecticut ; elle y obtient un diplôme en art.

## Carrière
Elle a débuté sur scène dans des comédies musicales dans des théâtres de New York, comme la compagnie de théâtre de l'Atlantique.
En 1997, elle joue son premier grand rôle au cinéma dans un film d'Howard Stern. En 2004, Mary rejoint le casting de À la Maison-Blanche, son rôle est celui de sous-conseiller national à la sécurité et ex-agent de la CIA, Kate Harper. Son personnage est rapidement devenu un rôle récurrent et est resté tout au long des trois dernières saisons de la série jusqu'à son final.

## Vie privée
En juillet 2003, Mary a épousé le producteur de la série Brothers & Sisters, Michael Morris. Ils ont trois filles, Marguerite, née en 2004, Rose, née en 2007, et Lillian, née 2011. Mary est la marraine de la fille de Fred Weller,.

## Filmographie

### Cinéma
- 1994 : Miracle sur la 34e rue (Miracle on 34th Street) de Les Mayfield : Myrna Foy
- 1995 : Backfire !, de A. Dean Ball : Sarah Jackson
- 1997 : Colin Fitz Lives! (en), de Robert Bella (en) : Moira
- 1997 : Parties intimes (Private Parts), de Betty Thomas : Alison Stern
- 1997 : Drôles de pères (La Fête des pères, Father's Day), d'Ivan Reitman : Virginia Farrell
- 1997 : L'Alarmiste (Life During Wartime), de Evan Dunsky : Sally
- 1998 : Deep Impact, de Mimi Leder : Andrea Barker
- 1998 : Harvest, de Stuart Burkin : Agent Becka Anslinger
- 1999 : Getting to Know You, de Lisanne Skyler : Leila Lee
- 1999 : Jugé coupable (True Crime), de Clint Eastwood : Michelle Ziegler
- 1999 : Mystery Alaska, de Jay Roach : Donna Biebe
- 2000 : Other Voices, de Dan McCormack : Anna
- 2000 : Le Club des cœurs brisés (The Broken Hearts Club: A Romantic Comedy), de Greg Berlanti : Anne
- 2000 : Mafia parano (Gun Shy), de Eric Blakeney : Gloria Minetti Nesstra
- 2000 : East of A, de Amy Goldstein : Daphne
- 2001 : World Traveler, de Bart Freundlich : Margaret
- 2001 : BigLove, court-métrage de Leif Tilden : Phoebe
- 2001 : Rouge à lèvres et arme à feu (High Heels and Low Lifes), de Mel Smith : Frances
- 2001 : K-PAX : L'Homme qui vient de loin (K-PAX), de Iain Softley : Rachel Powell
- 2001 : Madison de William Bindley : Bonnie McCormick
- 2002 : Full Frontal, de Steven Soderbergh : Linda
- 2003 : Dickie Roberts, ex enfant star (Dickie Roberts: Former Child Star), de Sam Weisman : Grace Finney
- 2006 : Los Angeles: alerte maximum (Right at Your Door), de Chris Gorak : Lexi
- 2006 : For Your Consideration, de Christopher Guest : Pilgrim Woman
- 2007 : Chambre 1408 (1408), de Mikael Håfström : Lily
- 2009 : Streetcar, court-métrage de Frederick Weller (en) : la directrice de casting
- 2012 : Should've Been Romeo, de Marc Bennett : Ellen
- 2017 : Drone de Jason Bourque : Ellen Wistin
- 2017 : Jekyll Island (The Crash) d'Aram Rappaport : Sarah Schwab
- 2020 :  Unpregnant de Rachel Lee Goldenberg : Debra Clarke

### Télévision
- 1994 : New York, police judiciaire (Law & Order) (série télévisée) – Rickie, 1 épisode
- 1995 : The Wright Verdicts (série télévisée) – Beth Eckhart, 1 épisode
- 1995-1997 : Murder One (série télévisée) – Justine Appleton, 41 épisodes
- 1997 : Murder One: Diary of a Serial Killer (mini-série) – Justine Appleton
- 2001 : More, Patience (TV), de Jon Turteltaub – Patience More
- 2002 : Julie Lydecker (TV) – Julie Lydecker
- 2003 : K Street (série télévisée) – Maggie Morris, 10 épisodes
- 2003-2006 : Urgences (ER) (série télévisée) – Debbie, 6 épisodes
- 2004 : Traffic (mini-série) – Carole McKay
- 2004-2006 : À la Maison-Blanche (The West Wing) (série télévisée) – Kate Harper, 32 épisodes
- 2008 : New York, section criminelle (Law & Order: Criminal Intent) (série télévisée) – Mary Shannon, 1 épisode
- 2008-2012 : US Marshals : Protection de témoins (In Plain Sight) (série télévisée) – Mary Shannon, 61 épisodes
- 2012 : The Unprofessional (TV), de Craig Zisk – Hilary Pfeiffer-Dunne
- 2013 : Dans l'enfer de la polygamie (Escape from Polygamy) - Leann
- 2017 : Loaded (série télévisée) - Casey
- 2017 : Falling Water (série télévisée) - Taylor Bennett

## Voix françaises
En France, Nathalie Spitzer est la voix française la plus régulière de Mary McCormack.
En France
- Nathalie Spitzer[6] dans (les séries télévisées) :
  - Urgences
  - À la Maison-Blanche
  - US Marshals : Protection de témoins
  - Scandal
  - When We Rise

- Marjorie Frantz[6] dans :
  - Rouge à lèvres et arme à feu
  - Los Angeles : Alerte maximum

- Déborah Perret[6] dans (les séries télévisées) :
  - The Newsroom
  - Loaded

- Céline Duhamel dans (les séries télévisées) :
  - Divorce
  - Angie Tribeca

et aussi
- Frédérique Tirmont dans Murder One (série télévisée)
- Michèle Buzynski dans Drôles de pères
- Julie Dumas dans Deep Impact[6]
- Laure Sabardin dans L'Alarmiste[7]
- Brigitte Berges dans Jugé coupable[6]
- Lisa Martino dans Chambre 1408[8]
- Marie-Eve Dufresne dans Dans l'enfer de la polygamie (téléfilm)[6]
- Françoise Cadol dans Falling Water (série télévisée)[6]

Référence: RS doublage
Au Québec